# Alexander Marcus

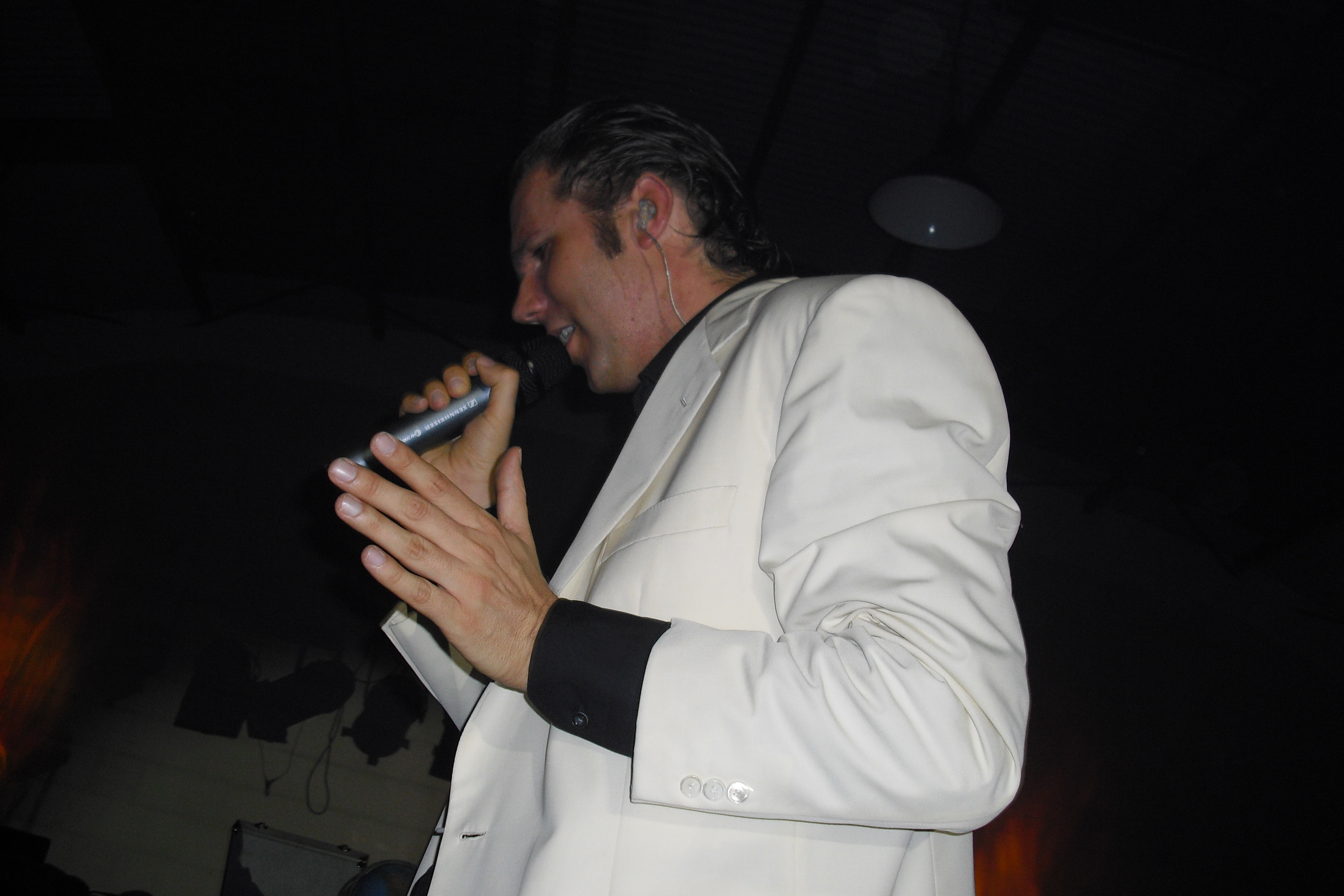
Alexander Marcus in Merseburg (2009)

Alexander Marcus (artiestennaam van Felix Rennefeld, 26 juni 1972, Berlijn) is een Duitse zanger, entertainer en ondernemer.

## Leven
Kort nadat Alexander Marcus geboren was, gingen zijn ouders scheiden. Zijn moeder liet hem achter bij zijn oma, waar hij opgroeide. Door haar nam hij deel aan de kinderdansgroep "Edelweißchen" Vanaf zijn 18e woonde Marcus in New York en in Miami en hij leerde daar de internationale muziek kennen, zoals elektronische muziek. Daar kreeg hij ook het idee om de elektronische met de populaire muziek te mengen. Sinds 2005 woont Alexander Marcus weer in Berlijn. Hij tekende een contract bij Kontor Records en op 6 juni 2008 kwam zijn debuutalbum Electrolore uit.

## Stijl
Zijn muziek is een combinatie van moderne elektronische muziek en popmuziek. Zelf noemt hij het Electrolore, een samentrekking van electro en folklore. Alexander Marcus maakt in zijn optredens gebruik van cliches van schlagermuziek, extravagante kleding, songteksten en dansjes.

## Bioscoopfilm
Op 27 januari 2009 richtte hij samen met Jarko Nicolich het bedrijf 'JAFE Entertainment UG' op, dat verantwoordelijk is voor de merchandising, eventmanagement en productie van zijn geplande film Glanz und Gloria. Voorafgaand aan de voorbereidingen van de film konden fans stemmen over de titel. De film werd tussen juli en augustus 2011 gefilmd en was in het voorjaar van 2012 te zien in de Duitse bioscopen. De soundtrack is op 6 januari 2012 bekend gemaakt.

## Discografie

### Albums
- 2008: Electrolore (Kontor Records, inclusief DVD)
- 2009: Mega (Kontor Records)
- 2012: Glanz & Gloria (Kontor Records)
- 2014: Kristall
- 2017: 10 Jahre Electrolore – Das ultimative Album
- 2019: Pharao
- 2023: Robotus

### Bijdragen aan werken van anderen
- 2008: Tanz den Tanz auf dem Die Türen-Remix-Album Booty
- 2008: Florida Lady auf Atzen Musik Vol. 1 van Frauenarzt en Manny Marc
- 2009: Nessaja auf Hands on Scooter van Scooter
- 2024: MUSIK van Alligatoah

- Gemeinsame Normdatei: 13563475X
- International Standard Name Identifier: 0000 0003 6834 1816
- MusicBrainz: 1d523b84-9ffd-409a-9883-be1ba25e5102
- Virtual International Authority File: 305232899